# Jean-Clair Todibo
Jean-Clair Todibo (født 30. december 1999) er et ungt fransk fodboldtalent, som spiller i FC Barcelona. Todibo spiller centreback, og han er FC Barcelonas fjerde løsning på positionen. Han har fået rygnummeret "6", som er meget usædvanligt at få i den alder. Todibo er tidligere spiller i Toulouse FC, men han blev solgt til FC Barcelona i sommeren 2019.